# Бунт (струна)
Бунт (від нім. Bünde — лади) — в українських традиційних музичних інструментах, кобзі та бандурі, назва струни, що розташована уздовж грифу, на відміну від приструнків, розташованих на корпусі. Часто їх також називали басами або басками, проте на відомій кобзі Вересая басами були тільки 4 з 6 струн на грифі, дві інші мали власні назви — «прийма» і «терція».
Для струн торбана ця назва не використовувалась. Довші струни звали басами, а менші, на другій головці, — вторами.